# Cal Pal
Cal Pal est une maison de La Cortinada dans la paroisse d'Ordino, en Andorre. L'édifice est un Bien immeuble inventorié de l'État andorran.
Cal est le diminutif de casa, la maison.
La maison est complétée par les moulin et scierie de cal Pal qui se trouve à 100 mètres.

## Historique
Construite en 1347, cal Pal est à l'origine une auberge faisant partie du domaine Escoter, avant d'être donnée à Joan Pal d'Ordino en 1435. Elle sert de résidence à la famille Pal jusqu'à la fin du XVIIe siècle, lorsqu'elle est acquise par mariage par la famille Torres de la maison Teixidor de Sispony. La maison finit par être vendue à l'industriel Serafí Reig Ribó en 1955 par son dernier occupant Anton Torres Armengol, el Pal, sans héritier.
Depuis sa construction au Moyen Âge, la maison Pal a subi plusieurs rénovations, les agrandissements ont été documentés aux XVIe et XIXe siècles, cette dernière lui donne son aspect actuel avec l'ajout d'un troisième corps annexe, le pigeonnier et les deux galeries couvertes.
Serafí Reig voulait préserver un héritage architectural menacé de disparition. La maison est soumise à une dernière rénovation au début des années 1990 consistant à reconstruire le corps du bâtiment latéral démoli dans les années 1960, dans le respect de la structure et de l'architecture d'origine de l'habitation. Le 2 mars 2011, la maison a été inscrite à l'inventaire du Patrimoine culturel d'Andorre.
Après plus de 15 ans de fermeture, la maison-musée Cal Pal ouvre pour la première fois ses portes au public pour présenter sa première exposition en 2018. Primera Pedra (« Première Pierre ») signée par l'artiste Jordi Fulla en collaboration avec la fondation Vila Casas, est dédiée à la pierre sèche dans la Principauté.

## Description
Cal Pal se trouve à La Cortinada, sur le bord du chemin conduisant de la passerelle du Vilar au pont Sobirà sur la rive gauche du Valira del Nord.
La maison est une des constructions les plus représentatives de l'architecture vernaculaire andorrane. Le bâtiment a un plan d'étage en forme de L et est structuré sur un rez-de-chaussée, un premier étage et un grenier.
Le troisième corps ajouté au XIXe siècle sur le côté possède un pigeonnier à pans de bois et pierre blanche qui ressort des angles de la maison, ainsi que des galeries couvertes construites sur la façade sud-ouest, et des finitions sur certaines poutres de la façade nord-ouest représentant des visages humains.
À l'intérieur, on remarque l'escalier qui présente de nombreuses similitudes avec celui de la casa Blanca de Segudet, la cheminée avec la cloche, la chapelle intérieure qui conserve les peintures murales et le placard d'archives avec des menuiseries abondamment décorées.

## L'espace socioculturel
L'espace socioculturel Cal Pal a pour vocation d'être un espace de réflexion sur l'identité, l'histoire et le patrimoine andorrans,.

## Galerie de photographies

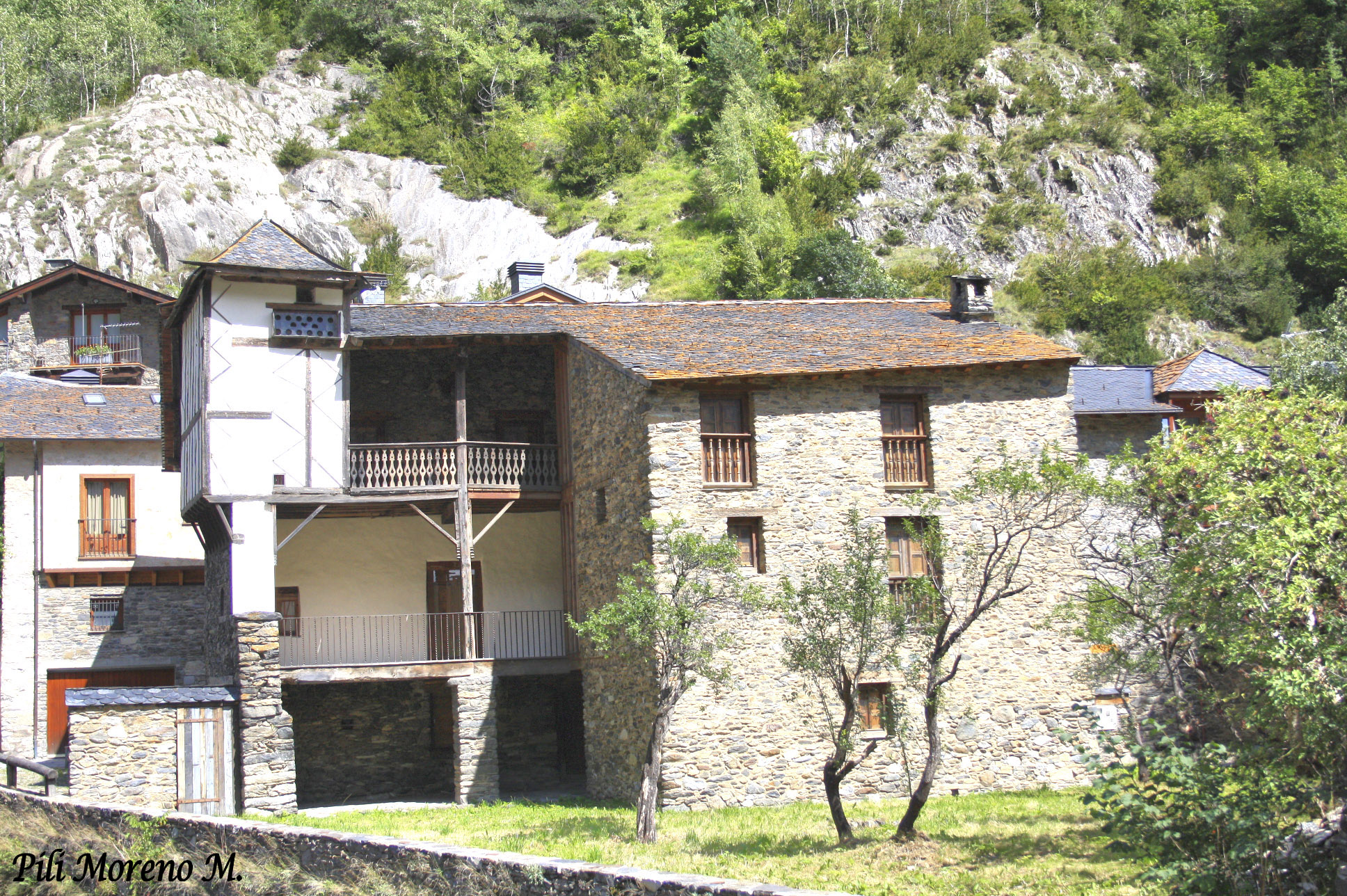
Vue depuis le sud
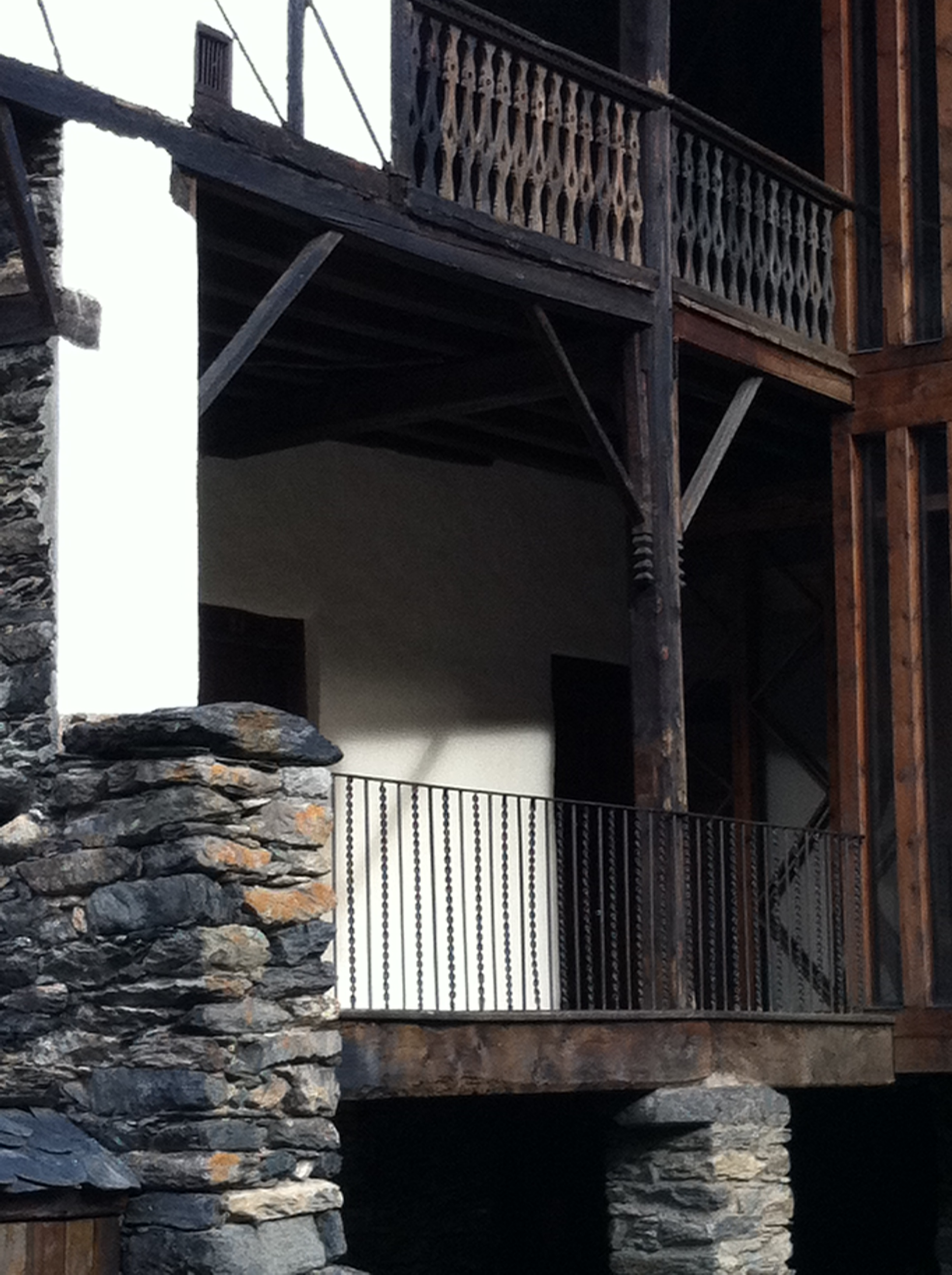
Rembardes en bois